# Martin Möller (Mathematiker)

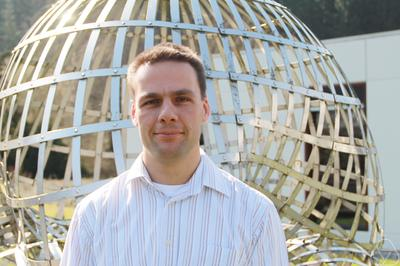
Martin Möller, 2014

Martin Möller (* 25. April 1976) ist ein deutscher Mathematiker, der sich mit Algebraischer Geometrie und Dynamischen Systemen befasst.
Möller wurde 2002 bei Frank Herrlich am Karlsruher Institut für Technologie promoviert (Modulräume irregulär gefaserter Flächen). Als Post-Doktorand war er in Paris.  Er lehrte an der Universität Duisburg-Essen, war am  Max-Planck-Institut für Mathematik in Bonn (2007) und ist Professor an der Goethe-Universität Frankfurt am Main.
Er befasst sich mit Teichmüller-Kurven (algebraischen Kurven in Modulräumen von Kurven), Shimura-Kurven und allgemein gefaserten komplexen Flächen und Dynamischen Systemen (unter anderem Billards in polygonialen Räumen, die mit Teichmüller-Kurven zusammenhängen).
Er erhielt einen ERC Starting Grant (Flat surfaces) und ist eingeladener Sprecher auf dem Internationalen Mathematikerkongress 2018 in Rio de Janeiro. 2009 erhielt er den Gay-Lussac-Humboldt-Preis und 2008 den Karl-Arnold-Preis.
Er ist passionierter Rennradfahrer und Bergsteiger.

## Schriften (Auswahl)
- Finiteness results for Teichmüller curves, Arxiv 2005
- Teichmueller curves, Galois actions and GT-relations, Math. Nachrichten, Band 278, 2005, S. 1061–1077, Arxiv
- Periodic points on Veech surfaces and the Mordell-Weil group over a Teichmueller curve, Inventiones Mathematicae, Band 165, 2006, S. 327–344, Arxiv
- Variations of Hodge structure of Teichmueller curves, Journal of the AMS, Band 19, 2006, S. 327–344, Arxiv
- Linear manifolds in the moduli space of one-forms, Duke Math. J., Band 144, 2008, S. 447–488, Arxiv
- Affine groups of flat surfaces, in: A. Papadopoulos (Hrsg.), Handbook of Teichmüller theory, Band 2, 2009, S. 369–387
- mit Irene Bouw: Teichmüller curves, triangle groups, and Lyapunov exponents, Annals of Mathematics, Band 172, 2010, S. 139–185, Arxiv
- mit Viehweg: Kobayashi geodesics in {\displaystyle A_{g}}, J. Diff. Geom., Band 86, 2010, S. 355–379, Arxiv
- Shimura- and Teichmüller curves, Journal Modern Dynamics, Band 5, 2011, S. 1–32, Arxiv
- Theta derivatives and Teichmüller curves, Arbeitstagung Bonn 2011, pdf
- Teichmüller curves, mainly from the viewpoint of algebraic geometry, in: Benson Farb, Richard Hain, Eduard Looijenga (Hrsg.), Moduli spaces of Riemann surfaces, IAS Park City Mathematics Series 20, AMS 2011, S. 269, pdf
- mit Matt Bainbridge: Deligne-Mumford compactification of the real multiplication locus and Teichmueller curves in genus three, Acta Mathematica, Band 208, 2012, S. 1–92, Arxiv
- mit Eckart Viehweg, Kang Zuo: Stability of Hodge bundles and a numerical characterization of Shimura varieties, J. Diff. Geom., Band 92, 2012, S. 71–151, Arxiv
- mit Carlos Matheus, Jean-Christophe Yoccoz: A criterion for the simplicity of the Lyapunov spectrum of square-tiled surfaces, Inv. Math., Band 202, 2013, S. 333–425
- Prym covers, theta functions and Kobayashi curves in Hilbert modular surfaces, Amer. Journal. of Math., Band 135, 2014, S. 995–1022, Arxiv 2011
- mit Elise Goujard: Counting Feynman-like graphs: Quasimodularity and Siegel-Veech weight, Arxiv 2016
- mit Don  Zagier: Modular embeddings of Teichmüller curves, Compositio Mathematica, Band 152, 2016, S. 2269–2349, Arxiv